# Parafia Miłosierdzia Bożego w Piotrkowie Trybunalskim
Parafia pw. Miłosierdzia Bożego w Piotrkowie Trybunalskim – rzymskokatolicka parafia w dekanacie piotrkowskim, należącym do archidiecezji łódzkiej.

## Historia powstania parafii
Parafia erygowana 1 października 1989 przez bpa Władysława Ziółka. Kościół był budowany w latach 1993–2004. Poświęcenie fundamentów i wmurowanie kamienia węgielnego, pochodzącego z Asyżu, poświęconego przez Jana Pawła II, nastąpiło w odpust 26 sierpnia 1993. Poświęcenia murów świątyni 26 listopada 1993 dokonał arcybiskup Władysław Ziółek. Kościół poświęcony 9 grudnia 1997 przez arcybiskupa Ziółka i konsekrowany 26 września 2004 przez metropolitę łódzkiego arcybiskupa Władysława Ziółka.
Kościół był budowany jako 3-nawowa świątynia murowana z cegły klinkierowej, według projektu architekta Aleksego Dworczaka i inż. Janusza Freya.

## Wyposażenie świątyni
Ołtarz główny kościoła wkomponowany jest w prezbiterium z obrazem Miłosierdzia Bożego. Po lewej stronie głównego ołtarza znajduje się kaplica, w której widnieje obraz Matki Bożej Jasnogórskiej, natomiast po prawej stronie znajduje się ołtarz boczny z obrazem św. Faustyny Kowalskiej. Zgromadzenie Sióstr Matki Bożej Miłosierdzia w Krakowie – Łagiewnikach przekazało wspólnocie parafialnej relikwie Siostry Faustyny, które znajdują się obecnie w bocznym ołtarzu. Relikwie zostały uroczyście wprowadzone do kościoła 10 września 1999 w misji parafialnej. Obrazy Drogi Krzyżowej są mosiężnymi odlewami. W kościele znajdują się 48-głosowe organy – produkcji holenderskiej.
Przy kościele znajduje się pomnik św. Faustyny, ufundowany w roku 2009.

## Duszpasterstwo na terenie parafii[2]

### Szkoły
- Szkoła Podstawowa nr 3

### Przedszkola
- Przedszkole Samorządowe nr 24 im. Misia Uszatka
- Przedszkole Samorządowe nr 26
- Przedszkole Niepubliczne „Akademia Malucha”

### Kaplice
- Dzienny Dom Pomocy Społecznej przy ul. Wojska Polskiego

## Zasięg parafii
Parafia położona jest w północno-zachodniej części miasta. Skupia osiedla: Byki, Daszówka, Pawłówka, Szczekanica.
Ulice: 1 Maja, 25 Pułku Piechoty, Brzeźnicka, Budzanowskich, Cała, Chopina, Cisowa, Czeremchy, Czyżewskiego, Daszówka, Demczyka, Fabianiego, Gęsia, Gościnna, Grabowa, Herberta, Hubala, Hutnicza, Jarzynowa, Jasna, Jaworowa, Kalinowa, Kałuży, Karłowicza, Karolinowska, Kasztelańska, Kostromska (numery 10, 12), Koszykowa, Kowalówki, Limbowa, Łotockiego, Łódzka, Majewskiego, Makowa, Mieszkowskiego, Migdałowa, Miłosza, Mireckiego, Modrzewiowa, Moniuszki, Mycków, Nowowiejska, Okrzei, Olchowa, Pawłowska, PCK, Piwnika, Porazińskiej, Powstańców Warszawskich, Północna, Promienna, Przelotowa, Przeskok, Puszczyńskiego, Rembeka, Rodziny Rajkowskich, Rolnicza (od numeru 80 – do końca), Równa, Sadowa, Sąsiedzka, Sielankowa, Skośna, Słowiańska, Sokola, Stalowa, Stepowa, Swobodna, Swojska, Szarych Szeregów, Szeroka, Szymanowskiego, Świtalskiego, Tęczowa, Topolowa, Trybusa, Turystyczna, Twarda, Ugorek, Uprawna, Ustronna, Warzywna, Wąska, Wiatraczna, Wiązowa, Widok, Wieniawskiego, Wiklinowa, Willowa, Wojska Polskiego (numery nieparzyste od 83 do końca), Wysoka, Zagonowa, Zaułek, Zgodna, ZHP, Żabia, Żeńców, Żółta.

## Grupy parafialne
- Liturgiczna Służba Ołtarza
- Domowy Kościół
- Niepełnosprawni
- Różaniec Niepełnosprawnych
- Żywy Różaniec
- Różaniec Rodziców za Dzieci
- Grupa Młodzieży
- Schola Parafialna
- Orkiestra Parafialna
- Duchowa Adopcja
- Zespół Synodalny
- Anonimowi Alkoholicy

## Galeria

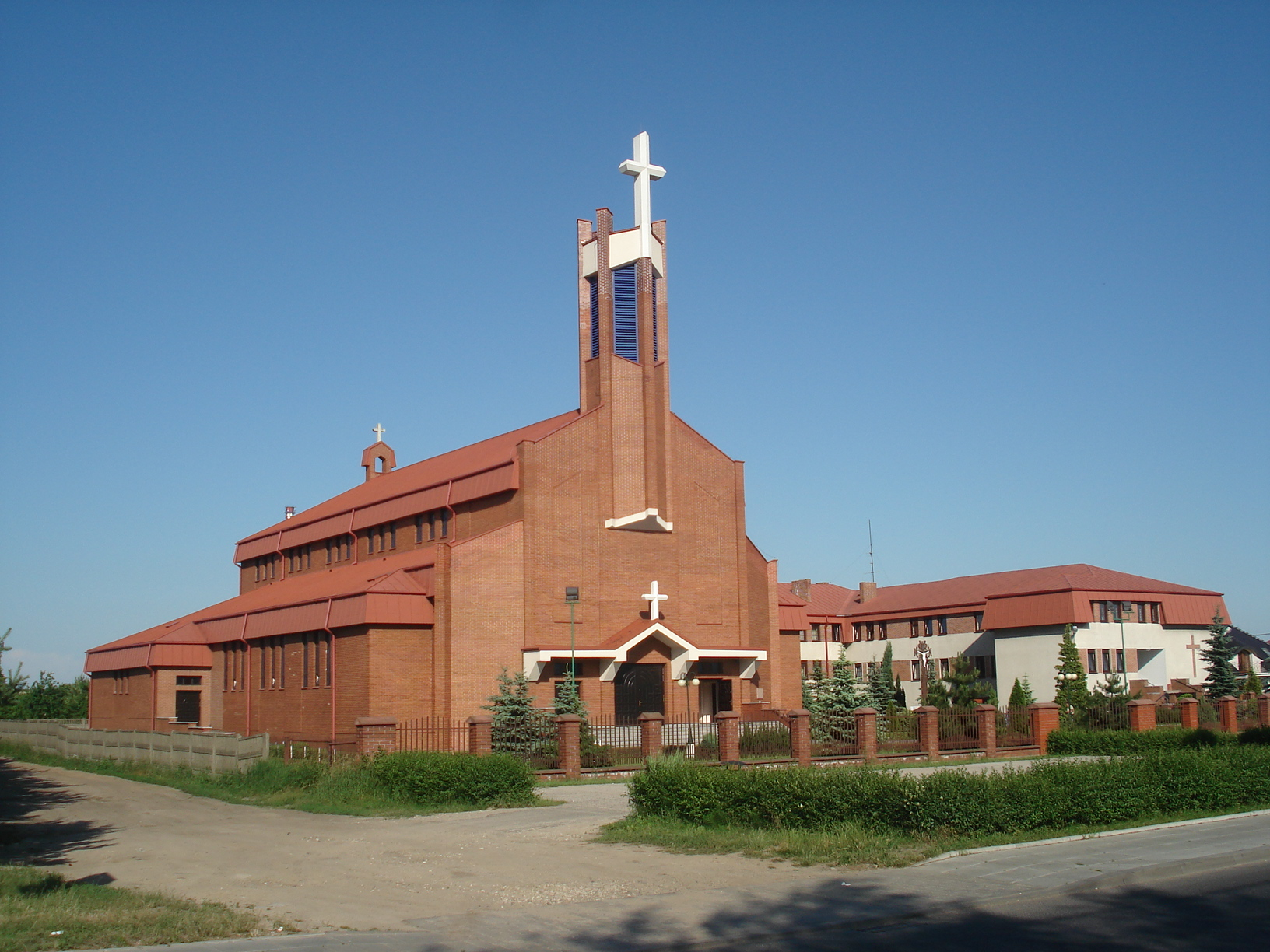
Kościół na zewnątrz
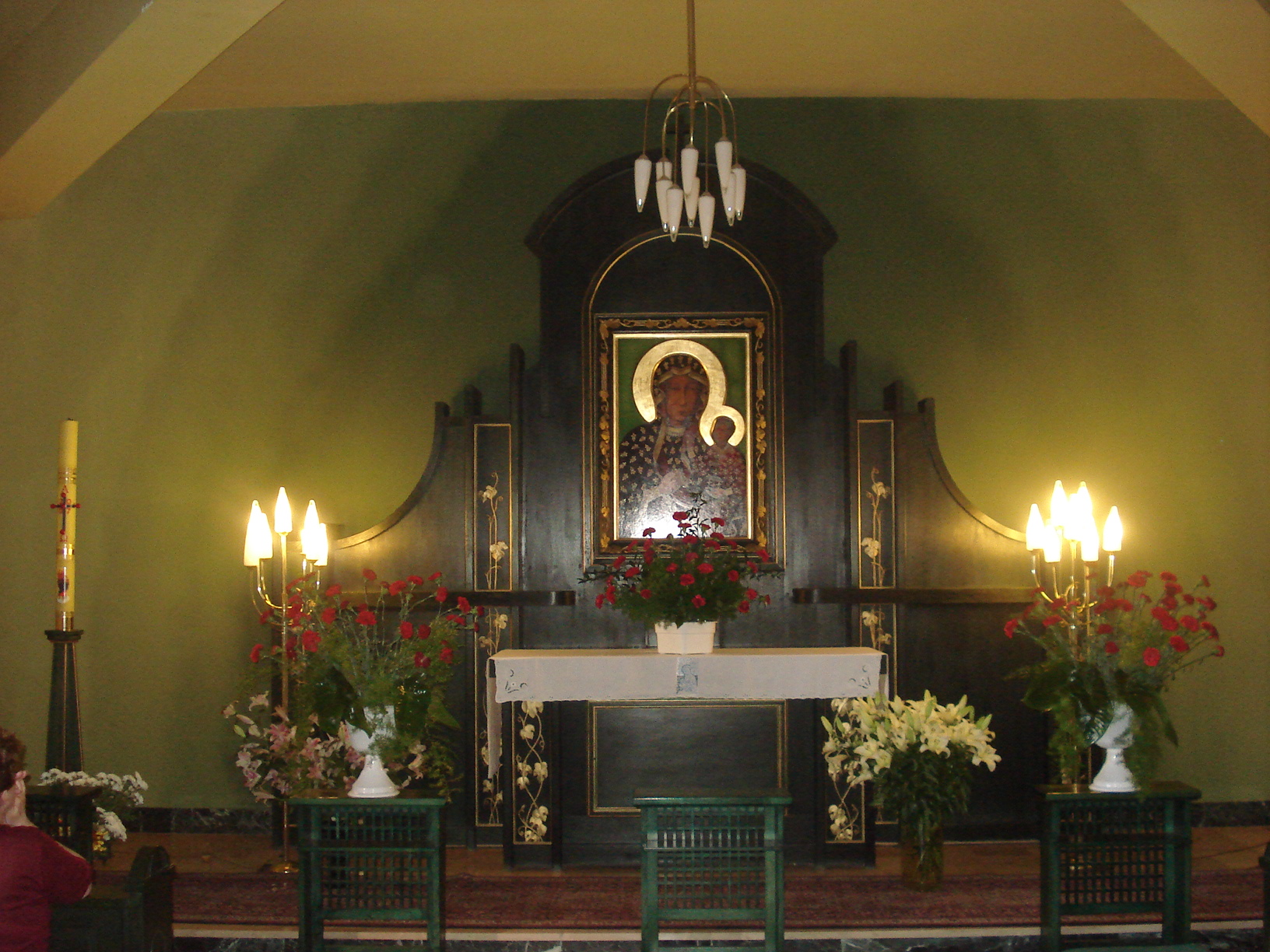
Kaplica Matki Bożej
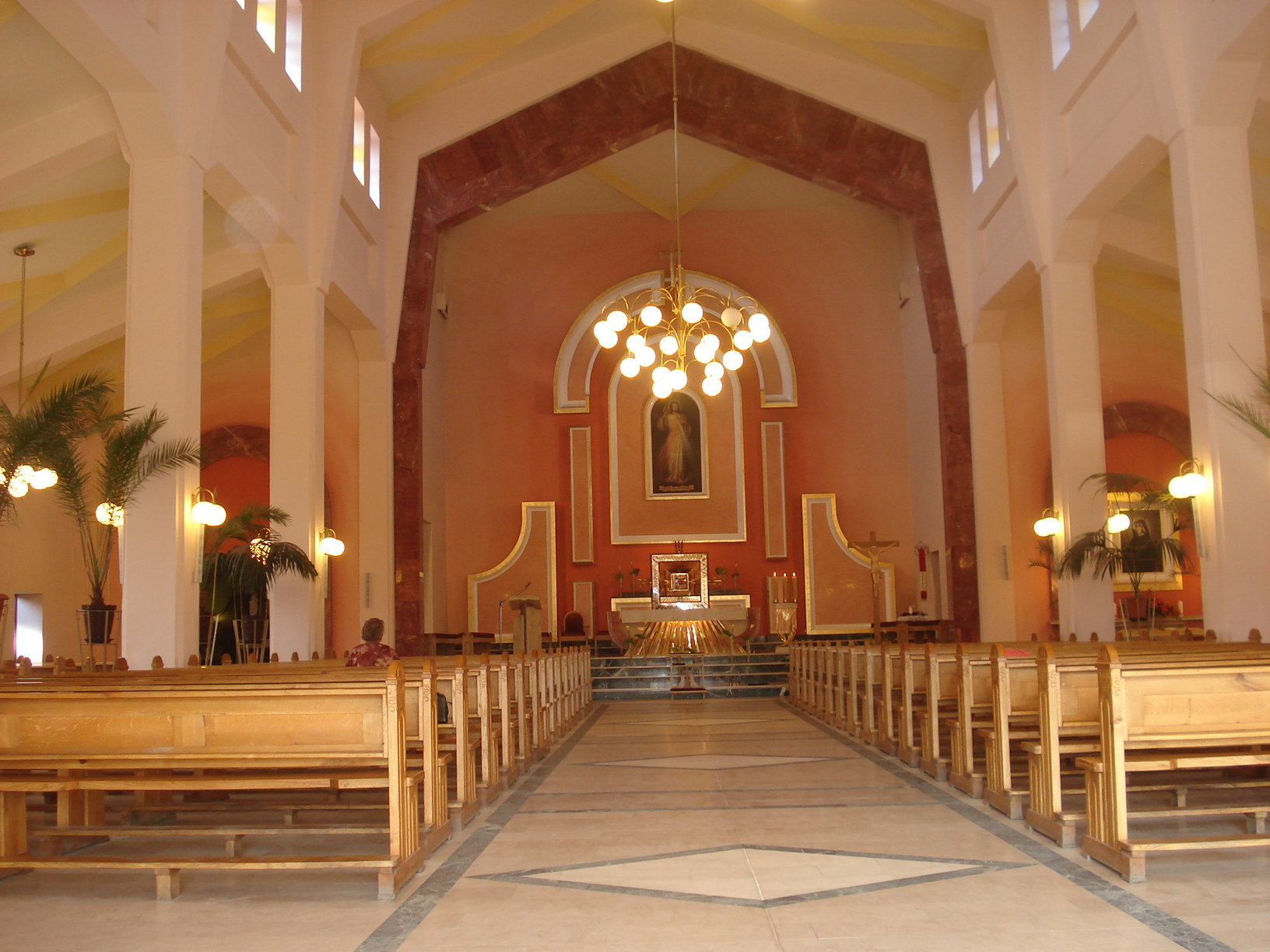
Wnętrze kościoła
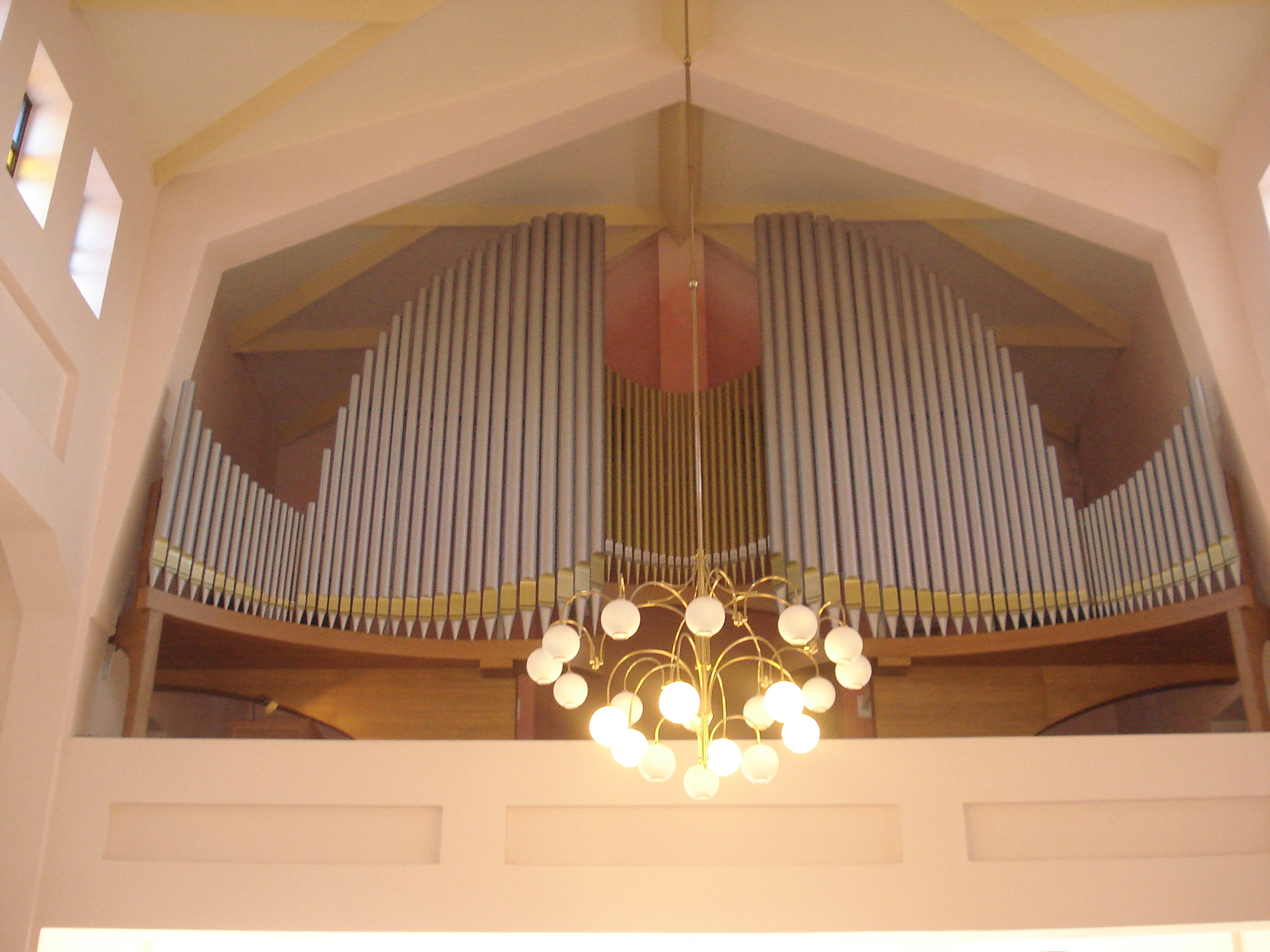
Organy kościelne
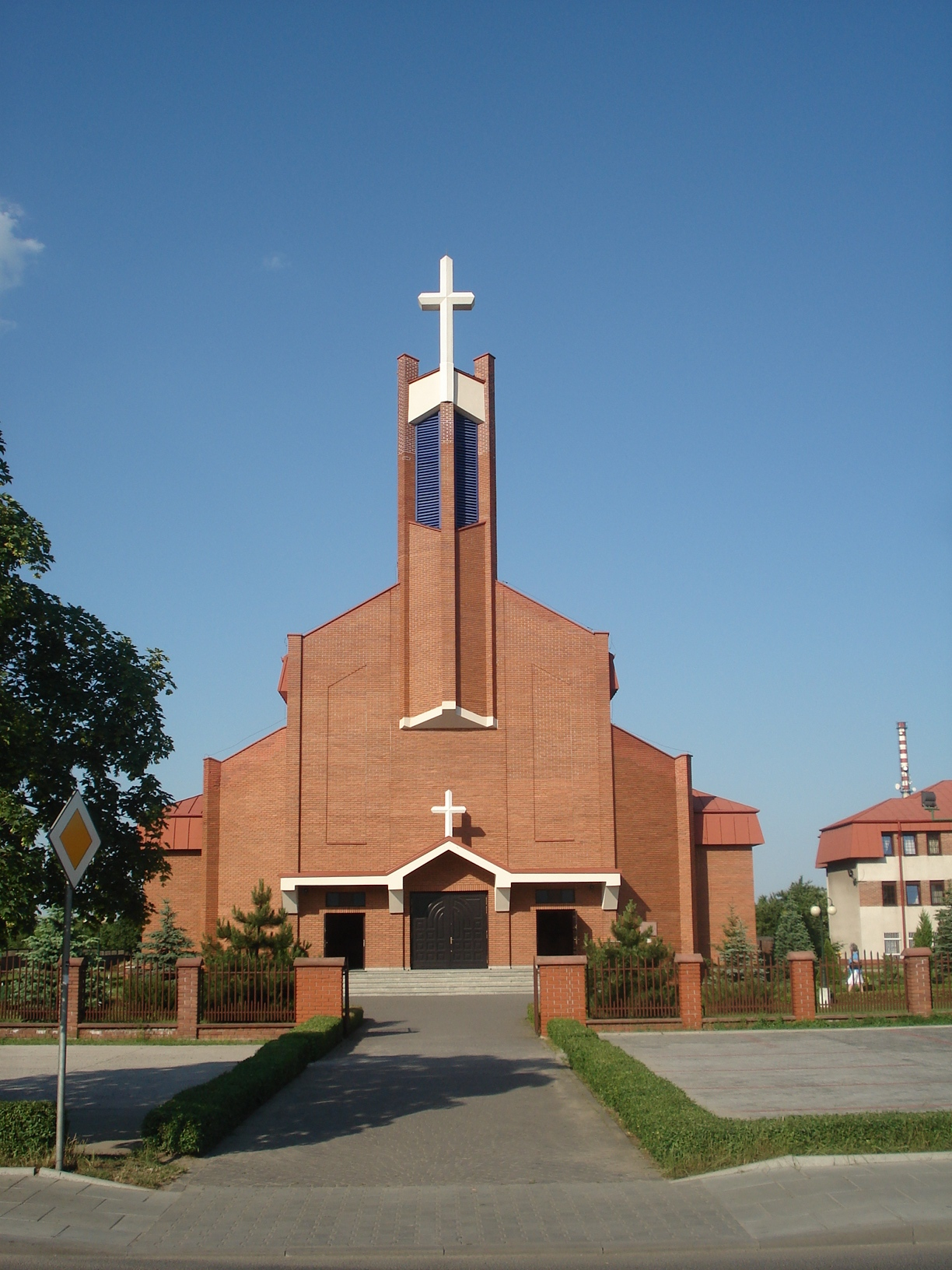
Kościół na zewnątrz
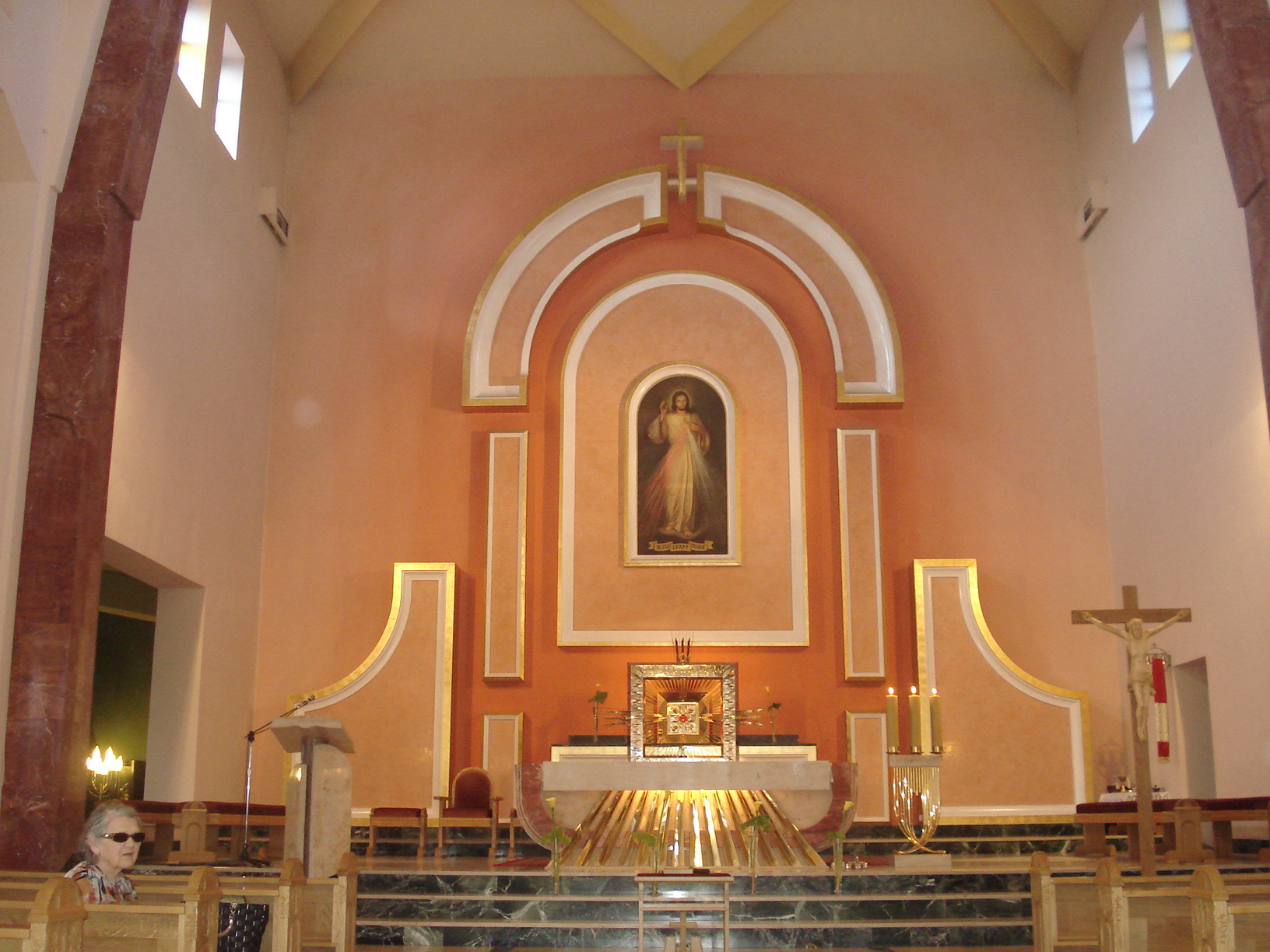
Ołtarz główny
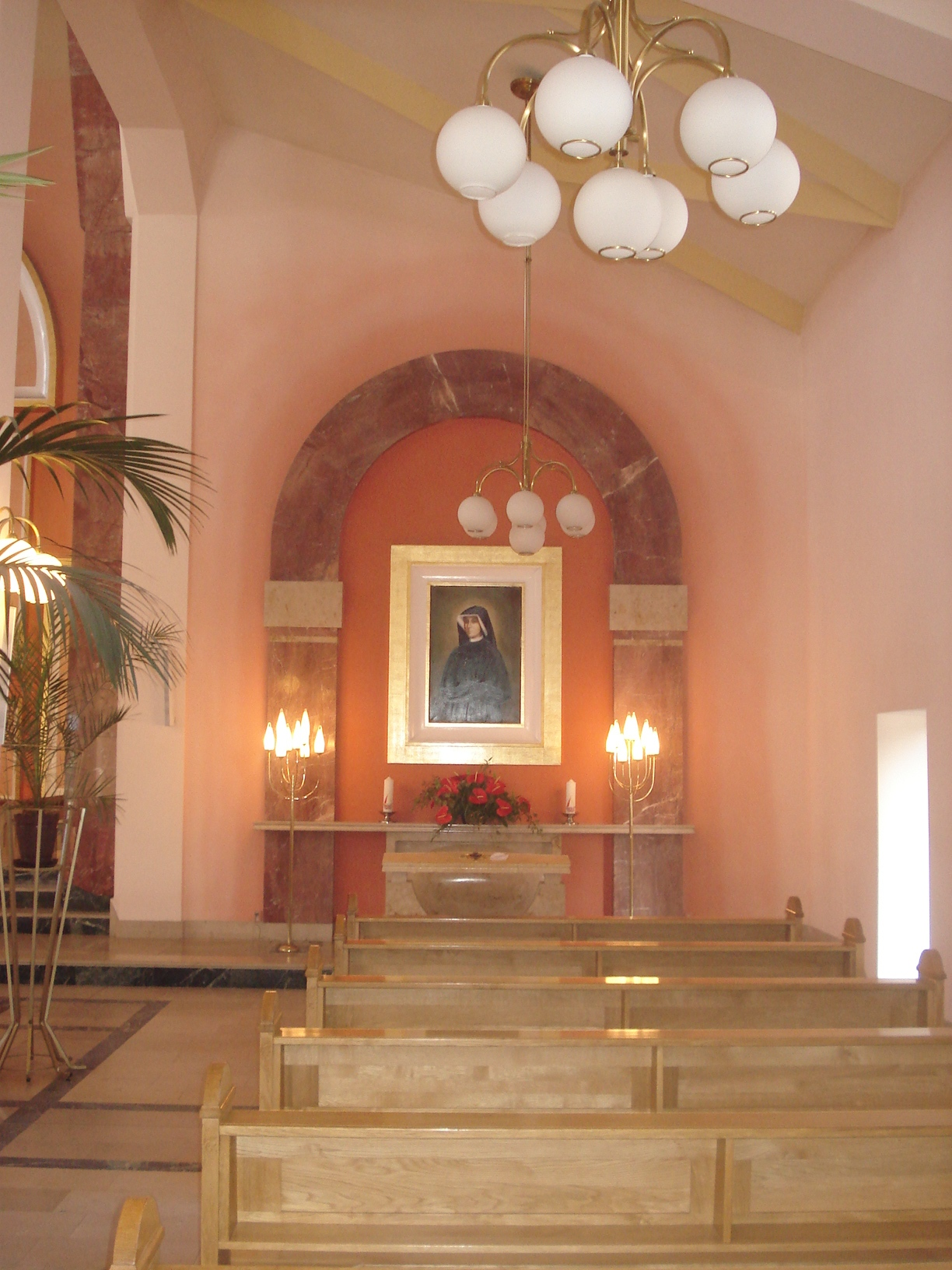
Boczny ołtarz św. Faustyny